# Antoine Jay
Antoine Jay, född den 20 oktober 1770 i Guîtres, död den 9 april 1855 i Courgeac, var en fransk skriftställare.
Jay var advokat i Toulouse och reste 1795-1802 i Amerika. År 1813 blev han professor i historia vid Atheneum i Paris.
Jay dömdes 1823 till fängelse för tendensen i den av honom med flera utgivna "Nouvelle biographie des contemporains". År 1832 invaldes han i Franska akademien, där han förut erhållit flera pris. 
Av Jays arbeten kan nämnas Histoire du ministère du cardinal de Richelieu (1815), Les ermites en prison (1823; författad under fängelsetiden) och Les ermites en liberté (1824).